# Сондерс (Фолклендские острова)
Сондерс (англ. Saunders Island, исп. Isla Trinidad) — остров в составе архипелага Фолклендские острова, расположенного в южной части Атлантического океана.

## География

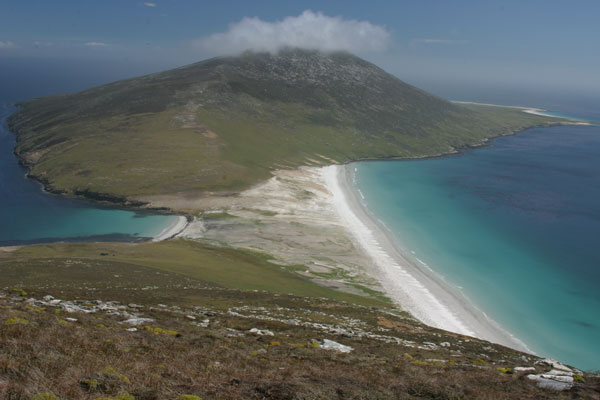
Вид на Сондерс

Четвёртый по площади остров архипелага, территория составляет 131,6 км². Длина береговой линии — 106,8 км. Расположен к северо-западу от острова Западный Фолкленд. Остров представляет собой три полуострова, соединённых между собой узкими перешейками. Высшая точка Сондерса — гора Маунт-Ричард; имеет высоту 457 м над уровнем моря.

## История
Первым британским поселением на Фолклендских островах был Порт-Эгмонт, основанный в 1765 году. Будучи неосведомлённым о французском присутствии в городе Порт-Луи, в январе 1765 года британский капитан Джон Байрон исследовал и присоединил к британской короне остров Сондерс, а также западную часть Фолклендских островов, дав название расположенной там гавани «Порт-Эгмонт». Кроме того, он обошёл другие острова, которые также присоединил в пользу короля Георга. Британское поселение вблизи гавани было построено в 1766 году. В том же году Испания приобрела французскую колонию на острове, подчинив её губернатору в Буэнос-Айресе. Во времена Фолклендского кризиса пять испанских фрегатов атаковали британские силы, заставив их сдаться. Этот инцидент подтолкнул Великобританию и Испанию к состоянию войны, однако уже в 1771 году испанцы отказались от Порт-Эгмонта в пользу британцев. В 1776 году, по экономическим причинам, британцы отказались от Порт-Эгмонта. В это время они поставили доску на этом месте, провозгласив свой суверенитет над Фолклендскими островами. Современное поселение, название которого — Остров Сондерс, лежит на восточном побережье и имеет взлетно-посадочную полосу.
На острове есть достопримечательность архитектуры, известная как Каменный дом.

## Природа

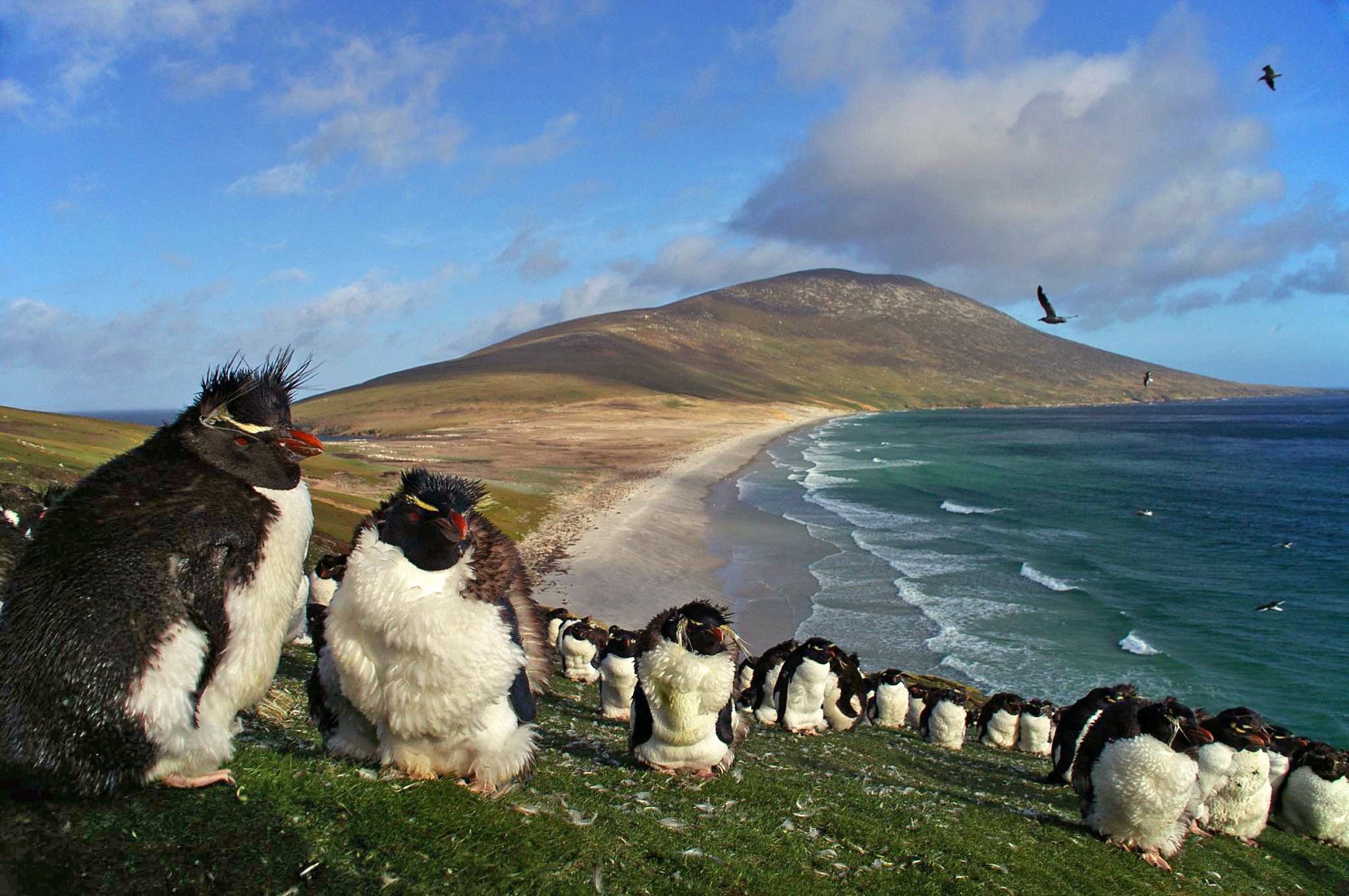
Пингвины Рокхоппера

На острове Сондерс гнездятся несколько видов пингвинов и различные морские птицы. В 1995 году члены орнитологического общества Би-Би-Си осуществили полное обследование острова.
Дикая природа острова включает пингвинов Рокхоппера, субантарктических пингвинов, магеллановых и королевских пингвинов, альбатросов и других птиц. Остров находится в самой южной границе ареала магеллановых пингвинов, в то же время субантарктические пингвины проживают и далее на юг, вплоть до Антарктиды. Существует также небольшая популяция морских слонов.

## Население
Небольшое население острова живёт в поселении на восточном побережье.